# وزارت دادگستری فرانسه
وزارت دادگستری فرانسه (فرانسوی: Ministère de la Justice‎) از وزارتخانه‌های دولت فرانسه است، که در سال ۱۷۹۰ تأسیس شد.